# اس‌ان ۲۰۱۱اف‌ای

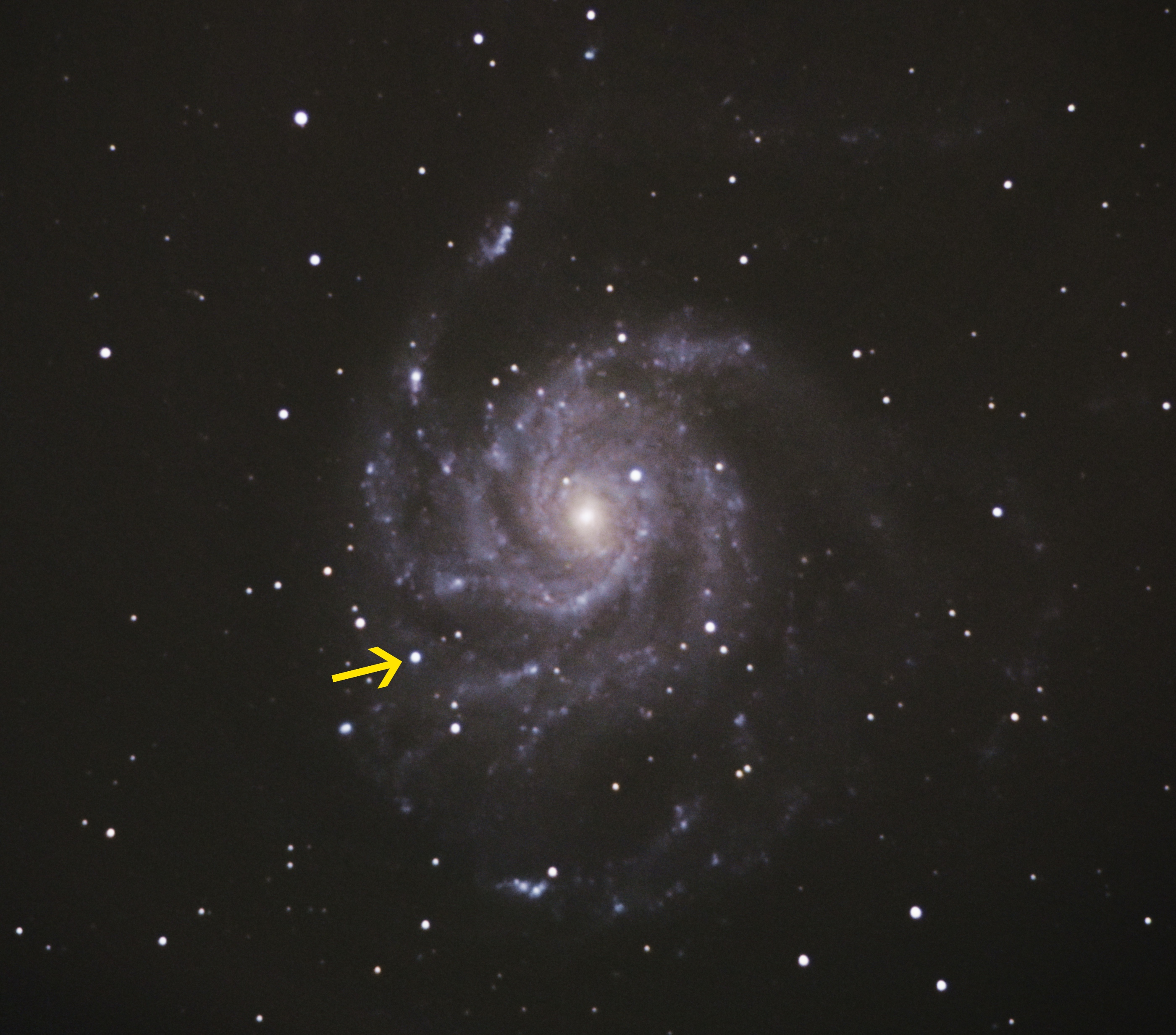
مکان ابرنواختر

اس‌ان ۲۰۱۱اف‌ای(به انگلیسی: SN 2011fe) نام یک ستاره است که در حال تبدیل شدن به یک ابرنواختر نوع Ia است و توسط رصدخانه پالومار در ۲۴ اوت ۲۰۱۱ و در طی بررسی تصاویر و مقایسه آن‌ها با تصاویر شب‌های گذشته کشف شد. این ستاره قبلاً یک کوتوله سفید بود که در کهکشان مسیه ۱۰۱ در فاصله ۲۱ میلیون سال نوری از زمین قرار دارد. این کوتوله سفید یک میلیون بار ضعیف‌تر از آن بود که با چشم غیرمسلح دیده شود اما در ۳ سپتامبر ۲۰۱۱ قدر ظاهری آن +۱۰ ثبت شد که به معنی قدر مطلق -۱۹ است و آن را از روی زمین می‌توان با تلسکوپ‌های کوچک رصد کرد.
ابرنواخترهای نوع Ia به عنوان شمع‌های استانداردی برای اندازه‌گیری فاصله هستند که منجر به بررسی دقیقتر انبساط جهان و مسائل مربوط به انرژی تاریک می‌شود.